# Downburst ve Stebně
Downburst ve Stebně byl nejničivějším projevem extrémní bouřky, která při svém průchodu přes západní část Česka ve čtvrtek 24. června 2021 způsobila značné škody, zvláště ve vesnici Stebno na jihu Ústeckého kraje. Odhadovaná výše škod řadí bouři mezi nejhorší přírodní katastrofy na Podbořansku. Meteorologové se nejprve domnívali, že škody ve Stebně a okolí způsobilo slabší tornádo, ale po několika dnech stanovili jako příčinu silný downburst, sestupný proud studeného vzduchu. Výskyt silného downburstu a značné materiální škody na majetku zůstaly v mediálním stínu extrémního tornáda na Břeclavsku a Hodonínsku a jím způsobených rozsáhlých škod.

## Meteorologické podmínky
Bouře s downburstem nastala po týdnu s velkou četností extrémních meteorologických jevů ve střední a západní Evropě. Ve čtvrtek 24. června byly meteorologické podmínky např. na sever od východního okraje Alp velmi příznivé pro vznik supercelárních bouří, neboť zde byla v atmosféře velmi velká konvektivní dostupná potenciální energie (CAPE) a zároveň velký střih větru. Český hydrometeorologický ústav vydal výstrahu před výskytem velmi silných bouřek s přívalovými srážkami.

## Průběh a povaha
Silná supercela neboli supercelární bouře se vytvořila v severním Bavorsku, následně vstoupila do Česka, přes Mariánské Lázně postupovala severovýchodním směrem směrem na Podbořansko, až se v prostoru nad Středočeským krajem začala rozpadat a zanikat. Podle Meteopressu trvala bouře 4 hodiny, podle Jana Sulana z plzeňské stanice ČHMÚ zhruba sedm hodin.
Bouře vznikla okolo 14. hodiny přibližně 80 km severovýchodně od Norimberku. Do Česka tato extrémně silná bouře vstoupila po 15. hodině v prostoru mezi Dylení a Chebem, nad přírodním parkem Český les. Bouře si udržovala severovýchodní směr a postupovala rychlostí přibližně 70 km/h. Provázelo ji silné krupobití, např. v okolí Dolního Žandova se po jejím průchodu na loukách nahromadily velké nánosy krup.
Přes Mariánské Lázně přešla bouře okolo 16. hodiny s přívalovými srážkami a krupobitím, velikost některých krup přesahovala dva centimetry. Srážky spadlé na svahy údolí Úšovického potoka, ve kterém lázeňské město leží, brzy vyvolaly lokální povodeň na Hlavní třídě. Voda s kroupami vystoupala na ulicích do výše i několika desítek centimetrů. Krupobití trvalo přibližně 10 minut.
Bouře pokračovala přes Toužim, přešla přes Lubenec, ve kterém během deseti minut napršelo 17 mm srážek. Na Podbořansku bouře s velmi silným nárazovým větrem prošla v čase od 16:30 až 17:00 od lesa nad Blatnem, v pásu přes samotné Blatno a pokračovala údolím Podvineckého potoka v severovýchodním směru na Stebno. Bouře v Blatně způsobila bílou tmu, která trvala přibližně 15 minut. Průchod bouře přes Stebno dle obyvatel trval jen několik minut, během kterých vše zahalila bílá mlha probíhajícího downburstu. Obyvatelé uváděli, že vše bylo tak rychlé, že nestihli ani zavřít dveře. Silný vítr nesl kroupy, střešní tašky a cihly proti oknům, kterými vlétaly dovnitř. Bouře po sobě v okolí Stebna zanechala až 20 cm silnou vrstvu krup. Bouře s přetrvávajícím downburstem pokračovala k nedalekému Petrohradu. Meteorologové dle zaznamenaných škod odhadli rychlost větru až kolem 200 km/h, což odpovídá rychlosti orkánu dle Beaufortovy stupnice. V obci Lubenec naměřili 17 mm srážek spadlých během 10 minut. Bouře částečně zasáhla i Děčínsko. V prostoru za Rakovníkem se bouře začala rozpadat a zanikla okolo 18. hodiny v oblasti hranic Ústeckého a Středočeského kraje, různé zdroje uvádějí zánik u Štětí, za Kralupy nad Vltavou či před Mladou Boleslaví.

### Tornádo vs downburst
K průběhu na Podbořansku se postupně vyjadřovalo několik meteorologů z pobočky Českého hydrometeorologického ústavu (ČHMÚ) v Ústí nad Labem. Podle vyjádření Jany Ehertové den po bouři vše ve Stebně nasvědčovalo průchodu menšího tornáda, na základě informací od obyvatel tornádo připouštěl i kolega Radek Tomšů, ale pro potvrzení tornáda bylo nezbytné šetření v terénu. Meteorologové odhadli sílu tornáda na třetí, později na první nebo druhý stupeň rozšířené Fujitovy stupnice. Ještě před provedením terénního průzkumu meteorolog Martin Novák připomněl vzácnost tornád v Ústeckém kraji dle statistik, protože tornáda snáze vznikají a udrží se nad hladkým a rovným terénem, zatímco v Ústeckém kraji převažuje kopcovitý terén. Meteorolog Radek Tomšů prováděl v pátek 25. června místní šetření, během kterého se přikláněl k extrémně silné bouři s krupobitím. V sobotu 26. června potvrdil získání fotografií a informoval o chystaném šetření na Dopplerově radaru. V pondělí 28. června Tomšů označil za nejpravděpodobnější příčinu škod ve Stebně a okolních vsích silný downburst, pád studeného vzduchu ze zadní strany bouřkového mraku. Protože se jednalo o bouři s velkým množstvím srážek, šlo o mokrý downburst. Den po určení downburstu uvedla TV Nova jako příčinu škod ve Stebnu trombu.
Škody vzniklé při silném downburstu připomínají škody po tornádu a jsou i podobně silné, oba jevy se však chovají rozdílně. Zatímco u tornáda obtéká vzduch chobot víru a přitom se pohybuje dovnitř a vzhůru, u downburstu silný vítr vzniklý propadem těžkého vzduchu vychází z bodového zdroje nad zemí, míří prudce dolů k povrchu a po kontaktu s terénem vane radiálně, tj. přímočaře se šíří všemi směry od místa kontaktu, hlavní náraz směřuje ve směru postupu bouře před bouřkový mrak. Bodovým zdrojem je bouře, ve které se nahromadí těžký studený vzduch. Propad vzduchu je často doprovázen silnými srážkami, krupobitím a citelnými nárazy větru.

## Škody
V důsledku bouře s downburstem nebyl nikdo zraněn a ani nezemřel.

### Krupobití v Mariánských Lázních
Krupobitím byly kompletně zničené letničkové výsadby v parcích v hodnotě půl milionu korun, poškozené byly stromy a lampy veřejného osvětlení na kolonádě. Dle údajů pojišťoven bylo nahlášeno přibližně 60 škod na vozidlech způsobených krupobitím. V lesích spravovaných podnikem Lesy České republiky severně od města na katastrálních územích Mariánské Lázně, Rájov u Mariánských Lázní a Sítiny způsobila vichřice kalamitní situaci ve smrkových porostech, přičemž objem polámaných či vyvrácených stromů byl odhadnut na 5000 m³.

### Downburst ve Stebně
| „                              | Z jedné z nejkrásnějších vesnic na Podbořansku vznikla spoušť. | “ |
| — Miroslav Brda, starosta Kryr |                                                                |   |

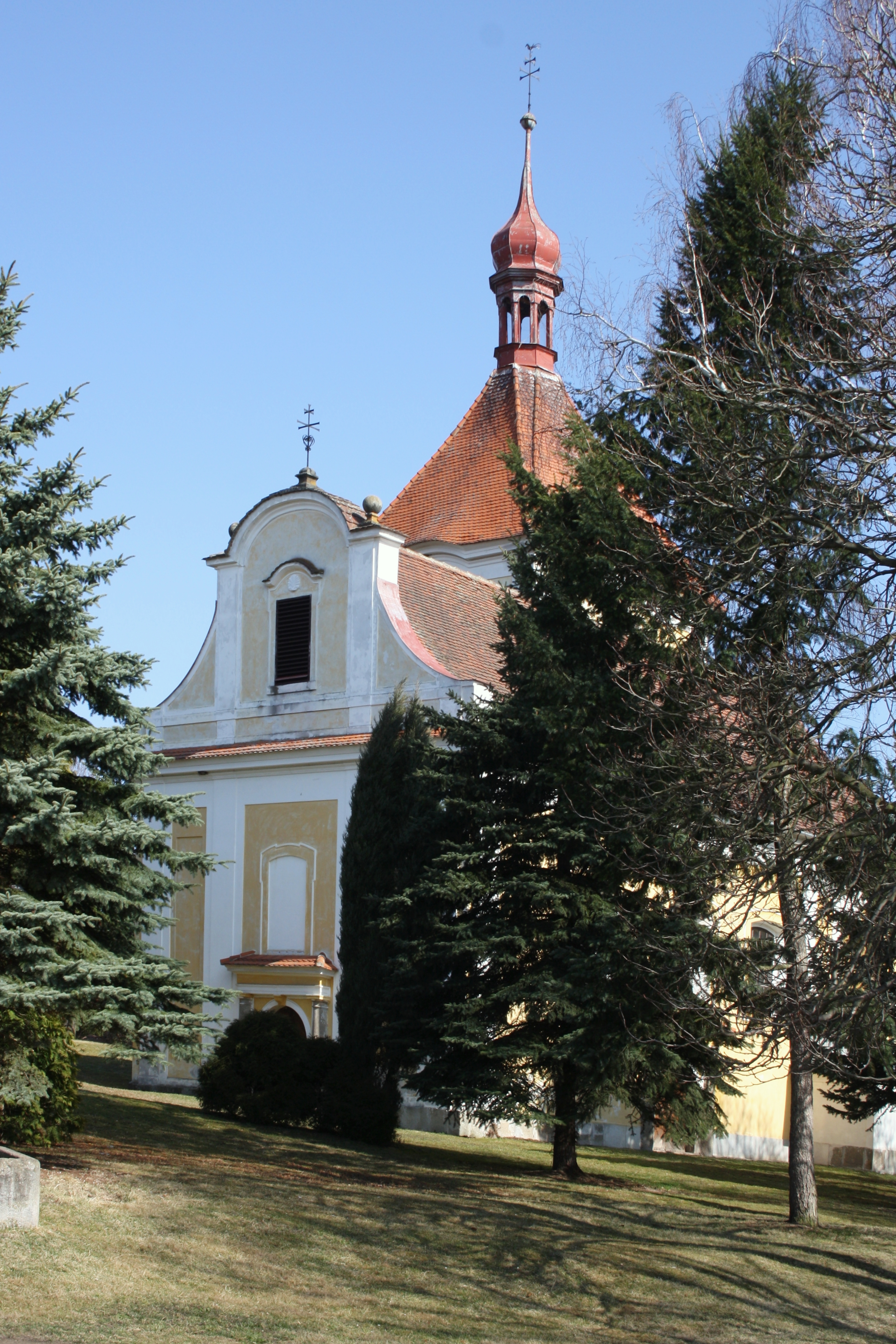
Kostel sv. Jana Křtitele ve Stebně před bouří

Bouře ves značně zdevastovala: všechny domy v dráze downburstu byly poškozené, několik domů přišlo o střechy – celkem bylo poškozeno cca 40 obytných domů. Nejvíce poničená byla novostavba na okraji vesnice, u které se očekávala demolice, ale i u ní statik povolil její opravu a žádný z poškozených obytných domů nebude zbourán. Skrze poškozené střechy a okna rozbitá krupobitím do domů natekla voda a nalétaly kroupy, společně zničily či poškodily konstrukce domů (tepelné izolace, sádrokartony, podhledy, podlahy, omítky) a jejich vnitřní vybavení. Desítky hospodářských budov bylo různě poškozeno, šestnáct stodol spadlo, u některých budov byly větrem povalené zdi, garáže byly pobořené či bez střechy, poškozené nebo zavalené byly automobily a traktory. Pravděpodobně největší škodu, odhadem 15 milionů korun, utrpěl na svém statku pan Opat, neboť pro rozlámané zdi se bude muset nejspíše celý zbourat. Poničené bylo elektrické vedení, kdy některé sloupy spadly. Voda napršená na okolní pole přitekla s ornicí na zahrady, mnohé jsou zničené.
Na část vzniklých škod se nevztahují pojistná plnění a ani státní pomoc, kromě poškozených stodol jde např. o zařízení, vybavení či nářadí zavalené zříceným zdivem či krovy, zničené skleníky. Některé nemovitosti nejsou pojištěné na reprodukční hodnotu. Komplikované jsou také opravy částečně poškozené speciální střešní krytiny, které se již nevyrábí.
Vichřice poškodila střešní krytinu kostela svatého Jana Křtitele, po bouři scházela většina oken. Škody na kostele, který byl již před bouří ve špatném stavu, jsou odhadovány na několik milionů. Starý park na návsi, považovaný za chloubu místních, byl zničen včetně pergoly. Všechny stromy v parku jsou poškozené, mnoho vzrostlých stromů bylo polámaných a padlých. Např. stromořadí smrků a další okolo kostela nevydržely, podle svědka náves zakryly stromy ležící přes sebe, přežily jen nižší stromy a keře. Spadla zeď na hřbitově, spadly některé z pomníků. Majetek města Kryry byl pojištěný, pojistka však nepokrývala veřejné komunikace a zeleň; škody na obecním majetku odhadl starosta Brda měsíc od bouře na 28 milionů korun. Potřeba napravit škody po downburstu povede ke změně plánů na výstavbu dětského hřiště.
Ves byla po bouřce odříznutá od světa, na všech příjezdových cestách ležely padlé stromy, obdobně byla dopravně odříznutá chatová oblast. Les na kopci Baba na východním okraji vsi byl posekaný, škody byly však omezené na pruh průchodu bouře. Červeně značená turistická cesta byla zasypaná popadanými stromy. Stromy v okolí Proškova mlýna zvané Na Nouzi jižně od Stebna byly bouří silně poškozené, některé ulomené a zkroucené, jiné uražené prudkým nárazem větru; na dvacet olší bylo popadaných do rybníka – podle lesníka bylo poškozeno 200–300 m³ dřeva.
Den po bouři uváděl starosta města Kryry Miroslav Brda předběžnou škodu ve výši 100 milionů korun, což je více než roční rozpočet celého města Kryry. Předpokládal, že následky bouře se budou napravovat měsíce. Na konci srpna 2021 celkové škody činí 150 milionů korun.

### Další poškozené obce
Blatno: Bouře poškodila více než deset střech, tři byly na obecních nemovitostech, poškozená byla střecha místního dřevozpracujícího podniku, ulétla střecha budovy v majetku Státního pozemkového fondu, poničených bylo mnoho plotů a komínů. Spadla jedna stodola, zcela zdemolované bylo dětské hřiště, ale nebylo potřeba strhnout žádný dům. Dále popadalo mnoho stromů, některé na vozovky, downburst polámal i stromy v lese nad Blatnem. Zničená byla úroda na zahrádkách. Po průchodu bouře byly všude kroupy, v některých místech jejich vrstva dosahovala 20 centimetrů. V důsledku srážek se rozvodnil Tisový potok.
V okolí Blatna a Stebna bylo zničené elektrické vedení. Kvůli výpadku napájení nefungoval vysílač operátora Vodafone umístěný u silnice mezi Černčicemi a Stebnem a vysílač operátora T-Mobile mezi Blatnem a Stebnem.
Petrohrad: Obec byla poškozena bouří, rozsah škod byl menší než ve Stebně, u žádného z domů nebyla nezbytná demolice. Dobrovolní hasiči z Vroutku vyjeli do vsi k čerpání vnitřních prostor zaplavených po přívalovém dešti.
Kryry: Voda zaplavila dvory, garáže a domy v ulicích v okolí říčky Blšanky jako Vodní či 5. května, bahno přiteklo po silnici ze stavebních parcel na okraji města v Pivovarské ulici.
Malá Černoc: Zahrádky na soutoku Černockého a Vlkovského potoka byly zaplavené.
Bílenec: Ve vsi popadaly stromy. Kvůli následkům bouře byla zrušena velká kulturní akce, která se měla konat v sobotu 26. června.
Oráčov: Vichřice poškodila řadu stromů, jeden z nich spadl na střechu auta, ve kterém uvěznil dva cestující, kteří nemohli vystoupit. Hasiči se k cestujícím prořezali a bez zranění je vyprostili.
Děkov: Ve vsi došlo k zatopení některých sklepů vodou, kterou z nich následně odčerpali hasiči.
Dolní Žandov: Strom spadl částečně na rodinný dům, jiný na hřbitově.
Drmoul: Strom spadl na zaparkované auto.
Stromy padaly na mnoha dalších místech Karlovarského kraje, např. u Dolního Žandova, Lázní Kynžvart, v okolí Mariánských Lázní, u Teplé, Otročína či u Žlutic.

### Železniční doprava
Bouřka způsobila přerušení provozu na několika úsecích železničních tratí z důvodu popadaných stromů. Provoz byl přerušen na trati 149 v úseku mezi Teplou a Poutnovem, na trati 160 v úseku mezi Žihlí a Petrohradem a na trati 161 v úseku Blatno u Jesenice až Pšovlky. Správa železnic obnovila provoz na všech uvedených tratích ještě 24. června.

### Zemědělství
Kromě poškozených lesů v okolí Mariánských Lázní byly zasaženy lesní porosty v okolí Blatna a Stebna. Krupobití zničilo v okolí zmíněných vsí i plodiny na polích. Např. Petrohradská společnost měla poškozených z 85 až 100 procent 150 hektarů pšenice, 50 hektarů řepky a 30 hektarů kukuřice. Soukromý zemědělec Roman Opat hospodaří na 214 hektarech a polovina polí byla zcela zničena, poškozené plodiny byly vhodné na zaorání. Podle okresní agrární komory Louny je ve stopě downburstu v okrese Louny poničených přes 100 hektarů chmelnic.
Podle Svazu pěstitelů chmele České republiky bouře spolu s dalšími v červnu a červenci zničila téměř zcela úrodu chmele na přibližně 300 hektarech chmelnic, celkem byly poškozené chmelnice na 900 hektarech. Krupobití s kroupami o průměru několika centimetrů pomlátily rostliny, že zůstaly holé stonky bez listí. Způsobené škody jsou odhadované v řádech desítek milionů korun. Kromě okolí Stebna a Petrohradu vznikly škody na chmelnicích na Rakovnicku a Litoměřicku. Škody na úrodě by se neměly projevit na zásobování pivovarů chmelem, výrobě či ceně piva.

## Odstraňování škod

### Odstraňování škod ve Stebně
Bezprostředně po bouři vyslalo operační středisko Hasičského záchranného sboru Ústeckého kraje do postižených vesnic Blatno, Stebno a Petrohrad veškeré profesionální i dobrovolné jednotky hasičů z okolí. Desítky hasičů byly nasazené téměř nepřetržitě několik dnů. Hasiči si nejprve museli prořezat cesty do vesnic přes zátarasy z popadaných stromů. Likvidační práce začal koordinovat řídící důstojník hasičů, velitel SDH Kryry Karel Spurný. Hasiči byli nasazení Do odstraňování škod ve Stebně se vedle hasičů zapojili zaměstnanci města Kryry či energetici, pracovali i během silných dešťů. Jeden z pracovníků ČEZ den po bouři utrpěl zásah elektrickým proudem, byl převezen do nemocnice, když mu život zachránil dobrovolný hasič Karel Spurný mladší. Jednou z priorit bylo zprůchodnění cest, aby bylo možné v případě potřeby projet sanitkami. Na odstraňování škod pracovala v noci ze čtvrtka na pátek stovka hasičů z desítek hasičských jednotek, zasahovali asi u třiceti událostí, dle vlastního hodnocení hasičů ani tento rozsah pomoci nestačil. Obyvatelé se snažili zabezpečit obytné domy před deštěm a likvidovat sutiny po zřícených budovách, pomáhali jim v tom příbuzní. Opravy či demolice hospodářských budov čekají. Podle Miroslava Brdy, starosty Kryr, do vsi přijížděli lidé z okolí, kteří jen překáželi záchranářům.
V pátek 25. června pomáhalo ve Stebně přes 120 hasičů, poškozené domy prohlédl statik. Energetici pracovali na obnově dodávek elektrické energie, ale předpokládali, že i v noci na sobotu bude ves bez elektrické energie. Dobrovolní hasiči prořezali jedinou přístupovou cestu do chatové oblasti u Stebna dlouhou několik set metrů, na kterou také napadaly stromy, likvidovali popadané stromy v lesích okolo Stebna. V sobotu 26. června počet hasičů klesl na zhruba 70 z 10 jednotek dobrovolných hasičů, 4 jednotek HZS Ústeckého kraje, 3 jednotek HZS Plzeňského kraje a ze Záchranného útvaru Zbiroh. Pokračovalo odstraňování popadaných stromů, plechů a částí krovů z utržených střech. Hasiči z SDH Kryry v sobotu konstatovali dostatečnou bezpečnost Stebna, aby se do pomoci na místě zapojili dobrovolníci a na neděli je pozvali. V neděli 27. června hasiči ze 27 jednotek požární ochrany odklízeli suť, zakrývali střechy a rozřezávali poškozené stromy; pro vysoký počet jednotek hasičů byl vyhlášen zvláštní stupeň požárního poplachu. Ve vsi byla přítomná Policie ČR, která při nefunkčním veřejném osvětlení dohlížela na pořádek a zabezpečení objektů.
V pondělí 28. června se na úklidu podílelo 70 lidí včetně dobrovolných hasičů, členů ústecké městské policie, chovanců výchovných ústavů a 30 zaměstnanců města Kryry, přičemž celkový počet lidí zapojených do odstraňování škod od počátku odhadoval starosta Brda okolo 600 lidí. Podle poškozených bylo ještě v pondělí do pomoci zapojeno málo dobrovolníků. V úterý 29. června se do úklidových prací ve Stebně skvěle zapojili studenti a učitelé z Gymnázia Žatec, téhož dne byla velká část vesnice uklizená. Od konce června se na dobrovolnickém úklidu podílelo 10 odsouzených žen z věznice Drahonice, které do Stebna dojížděly měsíc na práce jako třídění a čištění cihel, úklid a nakládku větví. Po splnění záchranných a likvidačních prací ukončil HZS Ústeckého kraje svoji činnosti ve Stebně večer 2. července. V sobotu 3. července pomáhalo s úklidem několik desítek dobrovolníků. Dobrovolníci skončili 9. července s pomocí lidem i vsi, protože veřejná prostranství jsou uklizená, zničené stromy jsou rozřezané a odvezené stejně jako trosky a nepořádek. Jakákoliv další dobrovolnická pomoc by měla být poskytována jen po předchozí domluvě.
Báňští záchranáři ze Závodní báňské záchranné stanice v Kladně–Libušíně vyřezali cestu k Proškovu mlýnu na Podvineckém potoce jižně od Stebna. Následně zpracovali polámané a popadané stromy v okolí mlýna či vytahali stromy napadané do rybníka.
Do úklidu a další pomoci se zapojilo přes 1000 dobrovolníků. Vyklizené trosky a odpad jsou odhadovány na 15 tisíc tun, přičemž 11. července nebyly odvezené veškeré zřícené stodoly. Město Kryry nežádalo o pomoc Armádu ČR, protože věřilo v možnost odstranění následků bouře svými silami, ale pozdější zprávy uváděly odstraňování sutí vojáky Armády ČR s těžkou technikou. Na konci září 2021 uváděl starosta Miroslav Brda, že se za peníze z veřejné sbírky podařilo uklidit i obrovskou skládku odpadu, její likvidace stála dva miliony korun. V říjnu 2021 ještě probíhalo bourání neopravitelných částí stodol.
Při probíhající likvidaci polomů v okolí Stebna a Blatna byla část poškozené dřevní hmoty štěpkována, ale pro vzniklé haldy štěpky se nedařilo najít odbyt.

### Odstraňování škod v Blatně
V Blatně se do odklízení škod zapojilo mnoho dobrovolníků, spadlé stromy z veřejných komunikací odklízela Správa údržby silnic. V pondělí 28. června již byla většina škod uklizená, obec začala odvážet spadlé a poškozené stromy.

### Úklid v Oráčově
Do úklidu obce Oráčov a odklízení popadaných stromů se 25. června zapojili vězni z mužské Věznice Oráčov.

### Úklid v Mariánských Lázních
Starosta Martin Kalina bezprostředně po bouři nechal přesunout veškerý možný personál technického servisu města na úklid veřejných prostranství, úklid chodníků, ulic a parků pokračoval i následující den. Hasiči vyčistili odtokový kanál, aby umožnili vodě odtéct z ulicí, na několika místech odčerpávali vodu.

## Psychologická pomoc a psychický stav poškozených
Odborníci uvádějí, že u lidí zasažených katastrofou nastane nejdříve heroická fáze. Na poškozené lidi působí adrenalin spojený se záchranou a zabezpečením majetku, zajištěním základních potřeb i všeobecnou aktivitou ve vsi. Lidé mají dostatek energie i odhodlání nepříznivou situaci zvládnout. Tato fáze trvá jeden až dva týdny a obvykle končí s odjezdem záchranářů, likvidátorů škod a dobrovolníků, kdy se oblast katastrofy uklidní. Pak na poškozené začne doléhat únava i úzkost a začnou jim plně docházet veškeré dopady katastrofy. Strach o život během katastrofy může vést k pozdějšímu rozvoji posttraumatické stresové poruchy.
Psychologickou pomoc nabízeli obyvatelům Stebna již zasahující hasiči. Ve čtvrtek 1. července přijel do Stebna, Blatna a Petrohradu poskytnout psychosociální pomoc posttraumatický tým Hasičského záchranného sboru Ústeckého kraje. Následně byla tato pomoc zajištěna spolkem Spirála, který bude v kontaktu s vytipovanými rodinami až jeden rok po události. Spolek Spirála poskytoval pomoc ve Stebně intenzivněji v průběhu července, v srpnu byla jeho činnost již utlumená. Ve třetím červencovém týdnu pomáhali dobrovolníci několika organizaci, např. z Českého červeného kříže, místním lidem vyrovnat se s traumatem. Podle dobrovolníků postižení někdy s žádostí o pomoc váhali kvůli pocitu, že další jsou na tom hůře – dobrovolníci si proto potřebné tipovali přímo v terénu. Při představování pracovníků u poničených domů byla kvůli negativní nálepce psychické pomoci v Česku vynechávána zmínka o psychické pomoci.
Lidé ze Stebna zažili šok a strach o život při samotné bouři, neboť úder downburstu přišel naprosto nečekaně (oproti třeba záplavám), někteří jej vnímali jako konec světa či očekávali svojí smrt. Následky bouře podlomily duševní zdraví obyvatel, zdejší seniorky nesly událost špatně. Podle starosty M. Brdy začaly na obyvatele Stebna doléhat deprese ze šoku a škod již v sobotu 26. června. Dva týdny po bouři docházely místním fyzické síly a zhoršovala se psychika, i pro obavy z nejistoty z následujících dnů. Dospělí měli návaly lítosti a plakali, vyskytlo se zhroucení, děti se bály spát samotné v pokoji, teenageři se báli při bouřkách. Lidé napříč věkovými skupinami měli problémy s usínáním i spánkem, např. jedné z postižených obyvatelek se vracely vzpomínky na bouři a proto špatně spala. Pracovníci Spirály pracovali i s pětiletým dítětem, které se po bouři začalo počůrávat.

## Obnova ve Stebně
Po úklidu probíhajícím především do neděle 27. června se obyvatelé pouštěli do větších oprav svých nemovitostí. Před půlkou července měli obyvatelé na poškozených domech obvykle hotové práce, které mohli provést sami či s pomocí hasičů a dobrovolníků. Přetrvávajícím problémem pro další obnovu byla nedostupnost řemeslníků, např. pokrývačů, truhlářů, sklenářů, a stavebního materiálu na střechy. Např. pokrývačská firma z Vroutku opravila ve vsi tři střechy, ale následně se vrací k dříve domluveným zakázkám. Řada poškozených střech zůstávala v půlce července provizorně zakrytá plachtami a obyvatelé doufali v dokončení oprav střech před začátkem zimy. Provádění stavebních prací komplikovaly do půlky července téměř každodenní deště. Podle Elišky Ratiborské, koordinátorky Člověka v tísni, měla měsíc po bouři většina majitelů poškozených střech zajištěný materiál na jejich opravu. Ve stejné době jedna z poškozených obyvatelek uvedla, že ve svém domě stále suší promáčené zdi a čeká s opravou střechy na řemeslníka. Poslední z poškozených obytných domů ve Stebně byl zastřešen 5. září 2021, přičemž rychlost prací ovlivnila absence setrvalého slunečného počasí bez deště. Drobnější opravy v interiérech mohou nadále pokračovat.
Podle Tomáše Ratiborského, předsedy Okrašlovacího spolku STEBNO 2020, by Stebno mělo nutné obnovy využít a nechat navrhnout komplexní úpravy s odborníky na architekturu, urbanismus a dendrologii. Pokud by na obnovu veřejného prostoru vsi byly dostatečné peníze, měli by se dle Ratiborského obyvatelé vyhnout svépomoci a lidové tvořivosti. Na zastupitelstvu města Kryry konaném na konci srpna 2021 představila architektka možnou podobu návsi Stebna a dotační tituly vhodné pro financování obnovy.
Město Kryry plánuje obnovu návsi v hodnotě 5,5 milionu korun rozdělenou do tří etap, část nákladů chce zaplatit z darů získaných ve veřejné sbírce, rádo by získalo i příspěvek nadací. V sobotu 25. září bylo na návsi otevřeno nové dětské hřiště, které nahradilo hřiště zničené při bouři. Hřiště v hodnotě půl milion korun bylo pořízeno z 80 % z dotace z Ministerstva pro místní rozvoj a z prostředků města Kryry. Při slavnostním otevření byly prezentovány dvě studie obnovy Stebna. Studii podoby Zelené návsi v okolí kostela připravili zahradní architekti. Předpokládají vysazení nových jírovců a lip, přičemž první stromy by se měly vysadit již na podzim 2021. Znovu postaven by měl být altán pro setkávání obyvatel, stávající hasičská nádrž by měla být upravena na okrasné jezírko, rekonstruováno by mělo být i koryto potoka protékajícího přes náves. Vzniknout by měl také památník v podobě drobné zvoničky, která by měla připomínat živelnou pohromu. Na jaře 2022 je naplánována oprava pobořené hřbitovní zdi.

## Finanční a materiální pomoc

### Pomoc státu
Stát byl 25. června, den po bouři, připraven prostřednictvím Úřadu práce v Lounech vyplácet mimořádnou finanční pomoc až do výše necelých 58 tisíc korun. Podle ministryně práce a sociálních věcí Jany Maláčové bylo během několika dní zpracováno 22 žádostí o mimořádnou pomoc a vyplaceno necelých 614 tisíc korun.
Státní pozemkový úřad uvolnil 25. června 100 milionů korun z rozpočtu na pozemkové úpravy pro rychlou pomoc lidem a obcím, které jsou určené na obnovu infrastruktury jako vodovody a kanalizace. Společnost Lesy České republiky slíbila pomoc lidem z obcí postižených tornádem, kterým na nový krov poskytne až 50 m³ kulatiny včetně dopravy na nejbližší pilu nebo dar výši 100 tisíc korun, každé postižené domácnosti nabídnou také 20 m³ palivového dřeva. Lesy ČR odhadují náklady na pomoc ve výši 150–200 milionů korun.
Na pozvání poslance Pavla Růžičky navštívil v sobotu 26. června Stebno premiér Andrej Babiš. Premiér popřál obyvatelům hodně sil a poděkoval hasičům za jejich úsilí. Potvrdil materiální pomoc od Lesů ČR pro Stebno i další pomoc státu, stejně jako u zasažených obcí na Hodonínsku. Starosta obce Kryry Miroslav Brda příslib pomoci uvítal, ale počká na její reálnou podobu. Podle poslance Růžičky návštěva premiéra ukázala dárcům, že pomoc je potřeba nejen na Moravě. Premiér oznámil návštěvu ministryně pro místní rozvoj Kláry Dostálové a ministra zemědělství Miroslava Tomana ve středu 30. června.
Ministerstvo zemědělství připravilo podporu pro zemědělce, lesní a vodní hospodáře a také potravináře, když spustilo Rámcový program pro řešení rizik a krizí v zemědělství. Z něj bude kompenzovat škody vzniklé na polích, v sadech, vinicích, chmelnicích, lesních porostech, zvířatech, zemědělských strojích, hospodářských budovách a zařízeních. Kompenzace poskytne až do výše 100 % vzniklých škod, přičemž se od státních náhrad odečtou pojistná plnění vyplacená pojišťovnami. Rozsah škod na zemědělském majetku způsobených downburstem a tornádem na jižní Moravě byl odhadnutý na 1,5 miliardy korun, stejná částka byla připravena v rámci zmíněného programu. Vláda program schválila v pondělí 28. června, žádosti mohli zemědělci hospodařící ve vsích Bílenec, Blatno, Černčice, Krty, Malměřice, Petrohrad a Stebno podávat u SZIF od 12. července do 17. srpna 2021. Úhrada škod ve výši 627 milionu korun se rozdělí mezi 81 žadatelů, přičemž 73 žádostí se týká škod na jižní Moravě.
Ministerstvo pro místní rozvoj poskytne obyvatelům zasažených bouří podporu z programu Živel SFPI, který vznikl na pomoc lidem zasaženým tornádem na Moravě a downburstem v Čechách. Z něj mohou na obnovu obydlí získat nevratnou dotaci do výše 2 milionů korun a další 3 miliony korun si mohou půjčit formou výhodného úvěru. Na demolici nebo projektovou přípravu mohli obyvatelé získat do 7 dnů zálohu ve výši půl milionu korun a to i před uzavřením dotační smlouvy. Ministryně Dostálová předpokládala, že všem zasaženým obyvatelům bude na rekonstrukci domů stačit dvoumilionová dotace. Úřednice fondu v sobotu 3. července pomáhaly přímo ve vsi obyvatelům s vyplňováním žádostí o dotaci a evidencí škod, celkem na místě vyplnily 39 žádostí. Obyvatelé Stebna upozorňovali na problém zničených neobytných budov, které by potřebovali opravit či znovu postavit, aby měli prostor pro uskladnění techniky používané k podnikání či péči o zahrady. Na začátku srpna přišlo SFPI ze Stebna 26 žádostí, ale u žádné nebyl doložen nezbytný odhad nákladů opravy nemovitosti (vypracovat jej však mohou jen odborníci). Poslanci v polovině září odhlasovali zvýšení rozpočtu Státního fondu podpory investic o 1,8 miliardy na 5,24 miliard korun.
Kontroverzi vyvolalo rozhodnutí vlády snižovat státní podporu o pojistné plnění a dary z veřejných sbírek. Ministryně Dostálová 30. června ve Stebně uvedla, že dotace bude ponížena o pojistné plnění vyplacené pojišťovnami a že nepojištění občané s ohledem na výjimečnost meteorologického jevu získají částku v plné výši škod. Ministryně financí Alena Schillerová snižování dotací o pojištění vysvětlovala nemožností násobné kompenzace škod, později oznámila stejnou výši podporu pro všechny, aby následující den vláda schválila podmínky dotací s odečítáním darů i pojistného. Snižování o dary a pojistné plnění bylo veřejností i opozicí kritizováno. Ministryně Dostálová 7. července navrhla vládě vyjmutí darů z odpočtů, ale nikoliv pojistného plnění, vláda dary z odpočtů vyjmula a rozhodla odečítat od dotace 70 % pojistného plnění. Kritizováno bylo i poskytnutí dotace jen na dokončené a zkolaudované stavby, vláda proto 19. července změnila podmínky dotačního programu Živel tak, že bylo možno čerpat prostředky i na nedokončené stavby. Kritizován byl i přístup státu, který podnikatelům poskytne bezúročné úvěry, zatímco občanům nabízí úročený úvěr.
Ministerstvo práce a sociálních věcí připravilo program Tornádo, který je určený přibližně 200 firmám a zaměstnancům zasaženým downburstem a tornádem a který bude mít objem až 280 milionů korun na měsíc. Šlo o variaci programu Antivirus, který byl součásti státní podpory během pandemie covidu-19 v Česku. V případech, kdy v důsledku katastrofy vznikly překážky na straně zaměstnavatele či zaměstnance, mohl zaměstnavatel získat 100 % reálně vynaložených mzdových nákladů. Podnikatelé a firmy v postižených obcích získali možnost odložit platby za sociální pojištění za červen až listopad, ale musí pojistné zaplatit v roce 2021. Obdobně odpouštělo sankce postiženým podnikatelským subjektům Ministerstvo financí.
Ministerstvo průmyslu a obchodu (MPO) v rámci Operačního programu Podnikání a inovace pro konkurenceschopnost připravilo investiční program Nemovitosti ve výši 500 milionů korun. O dotaci z něj mohou požádat malí a střední podnikatelé na obnovu či rozšíření provozoven a to do výše 35 milionů korun. MPO připravuje jiný investiční titul pro velké firmy a podnikatele v turismu.
Ministerstvo pro místní rozvoj připravilo program určený na obnovu obecního a krajského majetku poškozeného červnovými bouřemi, ve kterém je vyčleněno 420 milionů korun, přičemž obce mohou získat dotaci až 90 %, výjimečně až 100 %, kraje pak 50 %.
Vláda 1. července schválila nasazení až 1000 vojáků s potřebnou technikou na likvidaci škod v případě požadavku kraje či IZS.

### Opomíjení Stebna státem
Podle pirátských politiků Lukáše Blažeje a Mikuláše Peksy se pozice Stebna na okraji pozornosti vlády ČR projevila i na vládní podpoře po downburstu. Do části programů na podporu jihomoravským regionům postižených tornádem bylo zařazeno Stebno až dodatečně a některé programy byly připraveny jen pro jihomoravský region. Příkladem může být program Pomoc po tornádu Ministerstva průmyslu a obchodu (MPO) s dotací 200 milionů korun, ze kterého mohli podnikatelé dotaci až 1 milion korun na obnovu či pořízení nového majetku nahrazujícího zničený či získat podporu ve výši 50 tisíc korun na úklid škod. Obdobně Českomoravská záruční a rozvojová banka poskytovala bezúročný úvěr ve výši až 45 milionů korun z programu Expanze – úvěry jen podnikatelům zasaženým na jižní Moravě.

### Pomoc samospráv
Město Kryry okamžitě po bouři nabídlo občanům Stebna náhradní ubytování, které nikdo nevyužil, a přivezlo základní potraviny. Den po bouři hodlalo město Kryry všechny potřebné práce zaplatit z obecního rozpočtu a nevyhlásilo veřejnou sbírku. Vedení města bylo následně kritizováno, že nebyl známý účet pro zasílání peněz na pomoc či že město neinformovalo poškozené o zvýhodněné nabídce na stavební materiál. Finanční prostředky bylo možné na účet města Kryry zasílat od závěru června, město je hodlá využít na opravu veřejných míst ve Stebně.  Na začátku července rozhodli zastupitelé města Kryry o daru 20 tisíc korun každému poškozenému číslu popisnému ve Stebně, k 8. červenci vyplatili občanům Stebna 1,42 milionu korun.
|               | Vyplácená podpora pro | Vyplácená podpora pro |
| Výše škod     | Obyvatele             | Chalupáře             |
| ------------- | --------------------- | --------------------- |
| do 200 000    | 30 000                | 15 000                |
| do 500 000    | 50 000                | 25 000                |
| do 1 000 000  | 100 000               | 50 000                |
| nad 1 000 000 | 200 000               | 100 000               |

Veřejnou sbírku město vyhlásilo od 9. července do konce roku. Na konci srpna 2021 zastupitelé města Kryry rozhodli o rozdělení 21 milionů korun vybraných v rámci veřejné sbírky, přičemž 30 % (7 až 7,5 milionu korun) se využije na přímou pomoc poškozeným občanům. Zbytek okolo 14 miliónů se použije na opravu poškozená veřejné infrastruktury a zeleně, na likvidaci odpadů, opravu obecní techniky poničené při úklidu a pro spolky a organizace. Obyvatelům se budou finanční prostředky rozdělovat podle výše vzniklých škod a oproti doloženým nákladům na opravu. Obyvatelé s trvalým bydlištěm ve Stebně získají 100% dotaci ve výši 30–200 tisíc korun, pro chalupáře a chataře bude dotace v poloviční výši. Opoziční zastupitelé schválený systém rozdělení peněz kritizovali a navrhovali spravedlivější. V případě získání dotací na obnovu veřejného majetku je možné, že občané se škodami vyššími než milion korun by získali z veřejné sbírky další pomoc.
Hejtman Ústeckého kraje Jan Schiller přijel 25. června zjistit rozsah škod a probrat, zda některé rodiny nepotřebují další pomoc, přislíbil pomoc zasaženým obcím v regionu ve výši 1 milionu korun. Zastupitelé Karlovarského kraje rozhodli 28. června o daru půl milionu korun poškozeným obcím Ústeckého kraje a vyhlášení veřejné finanční sbírky na pomoc všem značně postiženým obcím. Ústecký kraj lidem v zasažených obcích 3. července poskytl 50 vysoušečů z centrálního skladu humanitární pomoci. Zastupitelé Ústeckého kraje 12. července rozhodli o daru 2 miliony korun městu Kryry a 200 tisíc korun obci Blatno. Ve středu 7. července rozhodli zastupitelé Plzeňského kraje o daru půl milionu korun Ústeckému kraji na pomoc Stebnu, Blatnu a Petrohradu, zastupitelé Libereckého kraje tentýž den rozhodli o daru půl milionu korun Stebnu.
Město Louny darovalo po necelých 19 tisících městu Kryry, Okrašlovacímu spolku Stebno 2020, farnosti Lubenec a obci Blatno; darovaná částka odpovídá počtu obyvatel města. Město Ústí nad Labem darovalo 1,5 milionu korun společně moravským obcím a Stebnu, obdobně rozdělilo jeden milion korun město Roudnice nad Labem. Město Kladno darovalo Stebnu 1 milion korun, Litoměřice půl milionu korun, město Teplice 400 tisíc korun, město Aš a městys Nepomyšl každé 300 tisíc korun, města Lovosice, Tanvald a Bílina každé 250 tisíc korun, městský obvod Plzeň 3 200 tisíc korun, Frýdlant 150 tisíc korun. Dobrovolný svazek obcí Chomutovsko daroval Stebnu 170 tisíc korun. Město Postoloprty darovalo Stebnu 220 tisíc korun a Blatnu 30 tisíc korun, město Česká Lípa obdobně darovalo Stebnu 150 tisíc korun a Blatnu 50 tisíc korun, město Frýdek-Místek shodně oběma po 20 tisících a městská část Praha 7 oběma po 10 tisících korun. Částku 100 tisíc korun darovalo město Příbram a městská část Praha 6, menší částky Stebnu darovala např. Mladá Boleslav, Děčín, Žatec, Lysá nad Labem, Žižice, Hostomice, Veltrusy, Týnec nad Sázavou, Zbečno či městské části Praha 9, Praha 11, Praha 14 a Praha 17. Město Krupka poskytlo Stebnu materiální pomoc v hodnotě 150 tisíc korun. Krajské sdružení Národní sítě Místních akčních skupin ČR Ústeckého kraje věnovalo 100 tisíc korun obci Stebno, která je členem MAS Vladař.

### Okrašlovací spolek STEBNO 2020
| Datum  | Částka (miliony Kč) |
| ------ | ------------------- |
| 28. 6. | přes 1              |
| 30. 6. | přes 2              |
| 4. 7.  | přes 3              |
| 13. 8. | přes 4,5            |
| 29. 8. | přes 4,8            |
| 20. 9. | přes 5,0            |

Okrašlovací spolek STEBNO 2020, který založili místní v roce 2017 s cílem obnovit drobné památky, sbíral finanční prostředky na svůj účet. Sebrané peníze hodlal rozdělit mezi lidé postižené bouří, případně na revitalizaci vsi, později se připojil k dohodě devíti nevládních organizací, nadací a nadačních fondů o transparentním rozdělení prostředků dle stanovených pravidel. Ve sbírce se do 20. září 2021 shromáždilo 5,022 milionu korun.
Spolek organizuje také materiální pomoc, společnosti i jednotlivci nabízejí rozmanité věci jako např. střešní tašky, stavební materiál, ale také slepice, kuřata, nové stromy psí, krmiva či chtějí zakoupit konkrétní věc. V pátek 15. října ukončil provoz sklad materiální pomoci.

### Pomoc humanitárních a charitativních organizací
Koordinovanou pomoc lidem zasaženým extrémním počasím by chtělo poskytnout devět českých nevládních organizací, nadací a nadačních fondů. Vybrané finanční prostředky hodlají spravedlivě rozdělit mezi postižené domácnosti a to včetně těch ve Stebně.
Humanitární organizace Člověk v tísni vyhodnotila materiální škody na Lounsku jako menší než po tornádu na Břeclavsku a Hodonínsku, ale rozhodla se pomáhat, protože část zasažených domácností byla ve znatelně horší sociální situace. Organizace 30. června uzavřela 22 darovacích smluv s postiženými v celkovém objemu 3,1 milionu korun. Protože je mnoho poškozených seniorů, pro které je organizace oprav obtížná, najal Člověk v tísni místní koordinátorku Elišku Ratiborskou, která bude společně s Okrašlovacím spolkem STEBNO 2020 do konce roku pomáhat s obnovou. Zároveň organizace poskytne materiální pomoc ve formě stavebního materiálu, např. 30. června zajistila 4 kamióny střešní krytiny, sbírá finanční prostředky pro Lounsko na účtu SOS Morava, ze kterého půjde do oblasti nejméně 5 milionů korun. Člověk v tísni se stal hlavním koordinátorem pro zajištění finanční a materiální pomoci.
Ústecký spolek Dobrovolnické centrum zajišťoval koordinaci dobrovolníků s nabídkou pomoci obcím.
Pobočky Českého červeného kříže (ČČK) uspořádaly materiální sbírky, např. pobočka v Semilech vybrala pro Stebno a poničené obce na Moravě na 6 tun věcí jako elektrocentrály, vařiče a nářadí, pobočka v Jablonci nad Nisou později sbírala jen požadované věci. Místní skupina ČČK Unhošť ve spolupráci s Oblastním spolkem ČČK Kladno vybrala a nakoupila nářadí, stavební materiál a pracovní pomůcky. ČČK uvolnil na začátku července 2 miliony korun na stavební materiál pro Stebno.
Peníze na pomoc obyvatelům Stebna sbírala Diecézní charita Plzeň, v půlce července sebrala téměř půl milionu korun a na začátku srpna částka přesáhla 680 tisíc korun. Charita také vyslala do Stebna svůj tým Terénní krizové služby, který nabídl lidem krizovou psychologickou podporu a okamžitou humanitární pomoc. Diecézní charita rozdělila mezi osm rodin 631 tisíc korun, ze zbylých peněz založila fond krizové pomoci pro budoucí mimořádné údalosti. Na obnovu kostela sv. Jana Křtitele bylo možné přispět přes Nadační fond Dominanty.
Nadační fond Českého rozhlasu zahájil sbírku Pomáhejte s námi Moravě a obyvatelé postižených obcí včetně Stebna mohli od 27. června požádat o finanční podporu z této sbírky do výše 100 tisíc korun.

### Další dary, sbírky a benefice
Veřejnost uspořádala materiální sbírky, od soboty 25. června byl ve Stebně umístěn stan pro umístění získaného materiálu, ale pro velké množství město Kryry již v pondělí 28. června zastavilo přijímání dalších věcí. Obyvatelé Stebna byli vděční za každou pomoc, ale preferovali pomoc po předchozí domluvě, protože dary oblečení či hygienických, čisticích a dezinfekčních prostředků byly na začátku července zbytečné.
Svazek obcí Podbořansko vyhlásil veřejnou finanční sbírku na pomoc městu Kryry a vsím Blatno a Petrohrad. Sbírku spustila také Ústecká komunitní nadace, která hodlá získané prostředky rozdělit mezi postižené občany i samotné obce, k 8. srpnu vybrala přes 366 tisíc korun. Spolek Žluticko ve sbírce na serveru znesnáze21.cz vybral pro Stebno 317 tisíc korun. Další sbírka pro zasažené vsi probíhá na serveru Donio. V prvních dnech po katastrofě zorganizoval obchodní dům Central Most materiální pomoc zaměřenou na čisticí prostředky a toaletní potřeby, následně umístil schránku pro finanční sbírku, která byla později vykradena. Kuriózně skončila ve Stebně materiální sbírka „Pomoc Moravě“, která probíhala v Rožmitále pod Třemšínem, když byla na jižní Moravě odmítnuta.
Na kulturní akci konané 26. června vybrali obyvatelé a návštěvníci krušnohorské obce Blatno 46 tisíc korun na pomoc postiženému Blatnu. Obdobně se peníze pro Stebno a Blatno vybíraly na fotbalovém zápase FK Baník Most-Souš s německým Chemnitzerem.
Hudební skupina BengaBand uspořádala v sobotu 10. července benefiční koncert v Mutěníně na Domažlicku s výtěžkem 37 tisíc korun, k nimž přidal přes 7 tisíc korun místní spolek nadšenců a 50 tisíc obec Mutěnín; pro podporu vsi Stebno odešlo celkem 94 tisíc korun. Ve Stebně se 14. srpna konala benefiční kulturní akce na podporu a obnovu této vesnice, jejíž výtěžek téměř 110 tisíc korun byl předán městu Kryry. Akce se nesetkala s pochopením některých občanů Stebna, protože veselici před ruinami dosud neopravených domů nepovažovali za vhodnou a ani nechtěli, aby poškozené domy vypadají. Rotary klub Most shromáždil nejen na golfovém turnaji v Bítozevsi 55 tisíc korun pro Stebno. Nadační fond BigMat uspořádal 7. srpna 2021 v parku Václava Havla v Litoměřicích benefiční Večer pro Stebno na pomoc rodině Bali.

## Konkrétní případy poškozených

### Rodina Přibíkových
V době bouře byl Lukáš Přibík v Litvínově, po návratu zažil šok, když našel rodinný statek z 80 % zbouraný a zbyl mu jen dům s poškozenou střechou, protože všechny stodoly statku se zřítily, auto poškodily tašky ze střechy. Rozsah škod nejspíše ovlivnila poloha statku na samém kraji vsi u polí. Jeho matka, Božena Přibíková, prožila bouři ve Stebně, zažila vysklení oken, přívaly vody a krup. Rodinám Přibíkových darem pomohl invalida Vladimír Wűrtherle z Tymákova, když jim věnoval 50 tisíc korun, které měl našetřené na elektrickou protézu nohy. Přibíkovi z daru pořídí materiál na opravu domu. Josef Holák, majitel chráněné dílny v Jirkově, s přáteli zajistil rodinám Přibíkových materiál na opravu střechy a výměnu oken v hodnotě cca 300 tisíc korun.

### Jaroslav a Milan Petráňovi
Bratři Petráňovi se ve Stebně narodili a žijí s rodinami. Jaroslav byl na začátku bouře na dvoře, schoval se do dílny, odkud viděl sesuv stodoly na auto. V důsledku bouře se zřítila část štítu a opadala fasáda čerstvě zrekonstruovaného domu Jaroslava, porušenou střechou zatekla voda do interiérů, kde poškodila sádrokartony a izolace. Rodina vyhazovala z půdy kroupy lopatami. Spadla střecha stodoly, padající zdivo, strop a krovy v ní poškodily traktor, uloženou techniku a nářadí, venku poničila tři auta. Hospodářské budovy má poškozené i bratr Milan, značné škody jsou v jejich lesích, na zdevastované zahradě jsou poničené veškeré stromy. Poslední červnový víkend rodině J. Petráně pomohla s úklidem celá řada lidí, následovat by měla oprava střechy. Jaroslav Petráň věří, že škody na pojištěném majetku uhradí pojišťovna, zajímal se také o státní dotaci z programu Živel. Oba bratři pracují jako hasiči na letišti Karlovy Vary, což znamená nižší platové ohodnocení, a nemohou si dovolit nečekané výdaje. Na pomoc rodinám Petráňovým se rozběhla sbírka na serveru Donio, ve které se do konce srpna sebralo přes 30 tisíc korun.

### Michal a Kateřina Bali
Nedlouho před bouří dokončili rekonstrukci domu, který ve Stebně před několika lety koupili. Když se vraceli domů, zastihla je bouře v autě na dvoře domu. Zůstali v autě, na které spadla  střecha dřevěného altánu, elektrický sloup a strom. Vyvázli bez zranění, paní Bali v devátém měsíci těhotenství. Bouře poškodila střechu, následně voda zničila podlahy, podhledy i omítky, zatopila sklep. Další dva dny pršelo a plachta přikrývající poškozenou střechu nedokázala zabránit dalším průsakům vody do domu. Zachráněný majetek složili na dvoře do nouzového přístřešku a pustili se do druhé rekonstrukce. Po odstranění zničených prvků interiérů a izolací zbyly z domu jen obvodové zdi a koupelna, dům namísto střechy zakryla modrá plachta. Po odstranění trosek a zničených částí nastal čas na shánění materiálu, aby mohli řemeslníci opravit střechu. 8. července se narodil syn Mathias, řečený Tornádo, a s maminkou bydlel několik týdnů v Podbořanech, protože obnova domu ještě probíhala. Michal Bali chtěl dokončit opravy domu v průběhu srpna a pochvaloval si rychlost, se kterou oprava díky pomoci přátel i neznámých lidí postupovala. Finanční sbírku pro manžele Bali uspořádala litoměřická pobočka stavební firmy BigMat, další pak na serveru darujme.cz uspořádal házenkářský klub Lovci Lovosice.

### Tomáš Ratiborský
Spoluzakladatel a předseda Okrašlovacího spolku Stebno 2020 se ve Stebně trvale usadil v roce 2005, kdy dostavil rodinný dům. Ten patří mezi domy nejvíce poškozené bouří, která jej učinila neobyvatelným. Při bouři se pan Ratiborský blížil autem ke Stebnu, nakonec se do něj dostal po polní cestě. Manželka přečkala bouři schovaná v garáži se psem, po návratu byla v šoku. Bouře T. Ratiborského připravila o střechu včetně střešních oken, spolu fotovoltaickým panely skončila na poli. Po bouři měl v obývacím pokoji vrstvu krup a stropy, zateplení, stěny i podlahy promáčené, poničená byla kuchyňská linka včetně spotřebičů, dveře včetně obložení. Downburst poničil i zahradu včetně stromů. Po vyklizení byl dům ve fázi hrubé stavby. S likvidací škod a vyklízením poškozeného vybavení mu pomáhali báňští záchranáři ze Závodní báňské záchranné stanice v Kladně–Libušíně a mnoho dalších. Vnučka Eliška Ratiborská, která přijela jen pomoci prarodičům, se nakonec stala koordinátorem pomoci Člověka v tísni.